# Hydrocharitaceae
Hydrocharitaceae Juss. è una famiglia di piante acquatiche dell'ordine Alismatales.

## Descrizione
La famiglia comprende piante sia di acque dolci che marine. Esse sono diffuse in tutto il mondo, in una grande varietà di habitat, ma sono prevalentemente tropicali.
Vi sono sia specie annuali che perenni, con un rizoma rampicante monopodiale e foglie sistemate in due colonne verticali o un germoglio principale eretto con radici alla base e foglie avvolte a spirale o a verticillo.
Le foglie sono semplici e si trovano normalmente sommerse, sebbene possano essere galleggianti o parzialmente emerse. Come molte piante acquatiche possono essere molto diverse nelle loro forme, da quella lineare a quella orbicolare, con o senza picciolo, con base inguaiata o meno.
I fiori sono formati a brattea forcuta a spadice o tra due brattee opposte.
Sono normalmente irregolari, sebbene in alcuni casi lo siano solo leggermente, e bi- o unisessuati.
I segmenti dei petali sono costituiti in 1 o 2 serie di (2-) 3 segmenti liberi; le serie interne, se presenti, sono normalmente appariscenti. Stami 1 - numerosi, in una o più serie, con quelli interni spesso sterili.
Il polline è globulare e libero, ma nei generi marini (Thalassia e  Halophila) i grani del polline sono portati a catena, come filamenti o collane.
L'ovario è in basso dotato da 2 a 15 ginecei uniti, contenenti un singolo alveolo con numerosi ovuli su placente parietali che o si protendono vicino al centro dell'ovario o hanno uno sviluppo incompleto. I frutti sono da globulari a lineari, secchi o polposi, deiscenti o normalmente non tali, che si aprono con il decadimento del pericarpo.
I semi sono normalmente numerosi, con embrione diritto e senza endosperma.
L'impollinazione può essere estremamente specializzata.

## Tassonomia
La famiglia comprende 14 generi in quattro sottofamiglie:

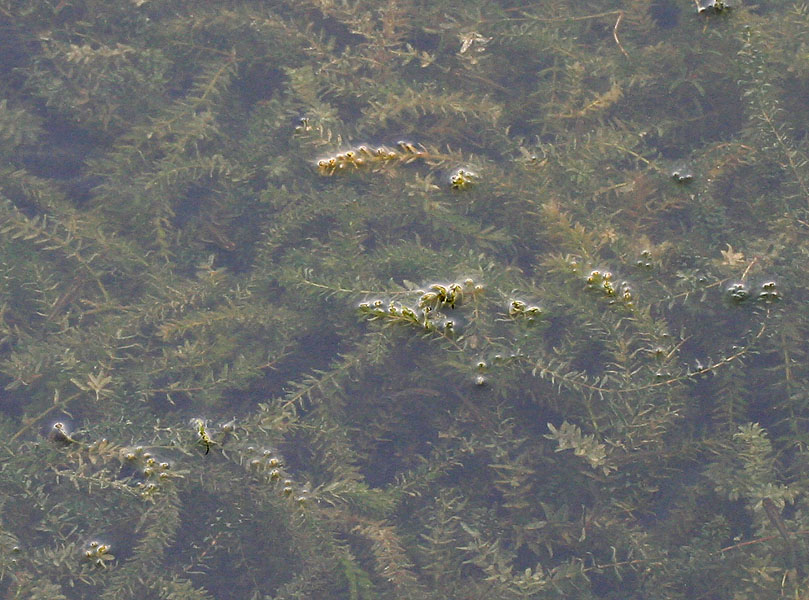
Hydrilla verticillata in Hyderabad, India.

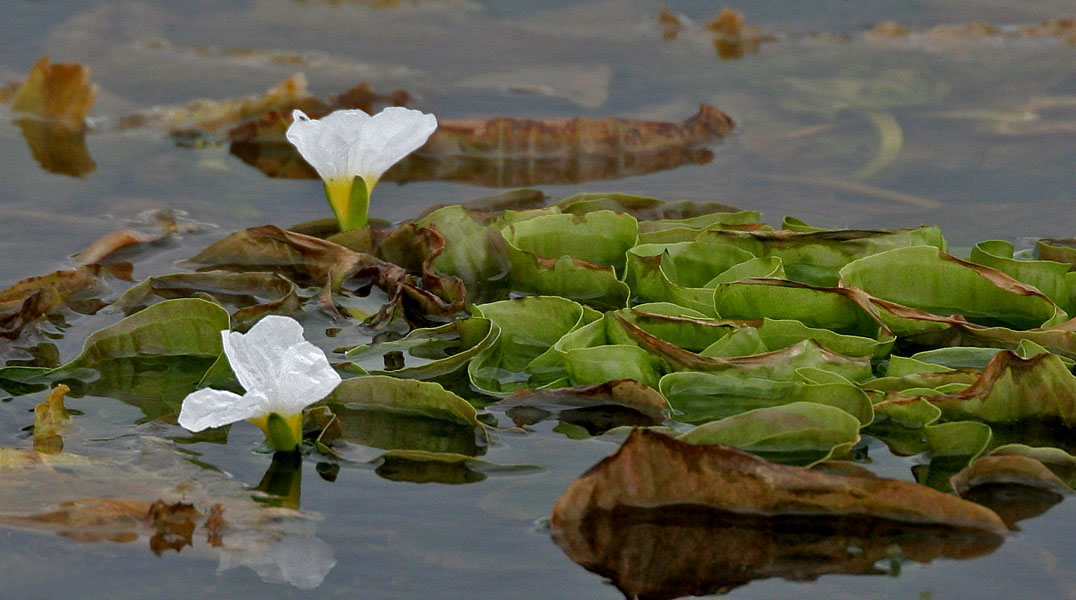
Ottelia alismoides in Hyderabad, India.

- Sottofamiglia Anacharidoideae
  - Appertiella C.D.K.Cook & L.Triest
  - Blyxa Noronha ex Thouars
  - Elodea Michx.
  - Lagarosiphon Harv.
  - Ottelia Pers.
- Sottofamiglia Hydrilloideae
  - Enhalus Rich.
  - Halophila Thouars
  - Hydrilla Rich.
  - Najas L.
  - Nechamandra Planch.
  - Thalassia Banks & Sol. ex K.D.Koenig
  - Vallisneria P.Micheli ex L.
- Sottofamiglia Hydrocharitoideae
  - Hydrocharis L.
- Sottofamiglia Stratiotoideae
  - Stratiotes L.

## Usi
Alcune specie (in particolare Elodea spp. e Hydrilla spp.), utilizzate come piante ornamentali in vasche e acquari, si sono rivelate specie invasive, costituendo una seria minaccia per le specie autoctone degli habitat occupati.